# Sái (họ)
Sái (tiếng Trung: 祭; bính âm: Zhài) là một họ của người Á Đông. Họ Sái không được xếp hạng trong Bách gia tính.